# Las cadenas del deseo
Las cadenas del deseo es una película estadounidense escrita y dirigida por Temístocles López en el año 1992, e interpretada por Linda Fiorentino y Elias Koteas.

## Tema
Un grupo de gente explora los límites de la sexualidad sin las limitaciones de amor en un cuento moderno de fuga erótica y la obsesión.
- Datos: Q1767261